# Rafael Maria Liern i Cerach
Rafael Maria Liern i Cerach (València, 11 d'abril de 1832 - Madrid, 25 de novembre de 1897) va ser un escriptor valencià que va destacar per la seua obra teatral, i més concretament per la producció de sainets.

## Vida i obra
Va nàixer al si d'una família benestant. Va estudiar Filosofia i Lletres i Dret a la Universitat de València i a la Universitat Central. Després de treballar com a funcionari i en una companyia de ferrocarril va decidir dedicar-se completament a la literatura, activitat per a la qual va mostrar una gran capacitat, arribant a escriure més de tres-centes obres de teatre, dedicant-se també al periodisme i la poesia satírica. Va ser director del setmanari El Saltamartí, editat intermitentment a València entre 1861 i 1882. En el teatre va debutar l'any 1858 amb l'obra De femater a lacayo, estrenada al Teatre Principal de València.
L'any 1868 va traslladar-se a Madrid, on va treballar com a actor i on va ser director del Teatro Real i director artístic del Teatro de la Zarzuela, del Teatre Apolo i del Teatre Novedades.
Va conrear el teatre en castellà i en català, utilitzant la primera de les llengües per a les obres més ambicioses i de més envergadura. Les obres seues en català són totes en un acte. La seua primera obra en castellà va ser Una conversión en diez minutos. Posteriorment, triomfaria amb altres obres tant a València com a Madrid. També va deixar alguns llibrets de sarsuela.
Se l'ha considerat la primera figura de certa importància en la producció teatral valenciana en català, tot i que mai no va alinear-se amb els corrents literaris de l'època; ni amb els renaixentistes conservadors encapçalats per Teodor Llorente ni amb els progressistes encapçalats per Constantí Llombart.

## Obres
Llista no exhaustiva
- El príncipe Lila amb la que debuta el 1872 la cantant Manuela Moral.[4]
- Adam i Eva en Burjassot
- L'Agüelo Patillagroga
- Aiguar-se la festa
- L'alcalde Gàbia
- Una alumna de Baco
- Amors entre flors i freses
- Arròs amb gegants i nanos
- Un Berenaret en el Grau
- Els bous del senyor Raimundo
- Una broma de sabó
- ¡Carracuca!
- Catxupín en Catarroja
- La comedianta Rufina
- Conversió dels jodios
- La cotorra d'Alaquàs
- De femater a lacai
- Un doctor de secà
- Dos Adams contra una serp
- Dues pitxones del Túria
- El que fuig de Déu...
- Les eleccions d'un poblet
- En les festes d'un carrer
- Les figures de cera
- La flor del camí del Grau
- El Messies de Patraix (representada a Madrid com: La venida del Mesías)
- La Mona de Pasqua
- Nuvoladeta d'estiu
- L'ocasió la pinten calba
- Una paella
- Parents de Jaume el cabut
- El Pollastre don Tadeo
- Un rato en l'hort del Santíssim
- Una Rosa i dos abelles
- La salsa d'Aniceta
- Secret de la Sària
- Sessió d'Honor
- Tamberlik en Russafa
- Telémaco en l'Albufera
- La toma de Tetuan
- El tulipán de los mares (1871)
- Volantins en Xirivella
- Xavaloies